# Guy Calléja
Pour les articles homonymes, voir Calleja.
Guy Calleja est un footballeur puis entraîneur français né le 29 mai 1938 à Bordeaux dans le département de la Gironde et mort le 29 août 2023 à Coggia (Corse-du-Sud). Il évolue au poste de défenseur central puis surtout comme milieu de terrain où il va s'épanouir, de 1956 au milieu des années 1970.
Il commence sa carrière professionnelle aux Girondins de Bordeaux puis après quatorze ans au club, rejoint comme entraîneur-joueur le Gazélec Ajaccio. Il est à trois reprises entraîneur de cette équipe avant de terminer sa carrière d'entraîneur en 1998 à l'AS Cannes.

## Biographie
Il est l'une des pièces maîtresses de la défense des Girondins de Bordeaux dans les années 1960. Évoluant comme arrière central puis demi défensif, entouré de Claude Casties et Gabriel Abossolo, Bernard Baudet, Francisco Navarro mais aussi Gilbert Moevi, Claude Rey, André Chorda, Laurent Robuschi, il est pendant longtemps le capitaine de l'équipe girondine sous la houlette de Salvador Artigas. 
Véritable meneur, vaillant et très sérieux, ses coéquipiers peuvent toujours compter sur lui. Il est considéré comme l'un des meilleurs milieux défensifs de l'histoire du club marine et blanc.
Il termine sa carrière comme entraîneur-joueur au Gazélec Ajaccio. Il dirige par la suite les joueurs du Gazélec de 1980 à 1988 et en 1989-1990. Il est brièvement l'entraîneur de l'AS Cannes en 1998.

## Palmarès
- Finaliste de la Coupe de France en 1964, 1968 et 1969 avec les Girondins de Bordeaux
- Vice-champion de France en 1965, 1966 et 1969 avec les Girondins de Bordeaux
- Finaliste de la Coupe Charles Drago en 1965 avec les Girondins de Bordeaux

## Statistiques
Le tableau ci-dessous résume les statistiques en match officiel de Guy Calleja durant sa carrière de joueur professionnel,,.
| Saison                | Club                  | Championnat           | Championnat | Championnat | Coupe(s) nationale(s) | Coupe(s) nationale(s) | Compétition(s) continentale(s) | Compétition(s) continentale(s) | Compétition(s) continentale(s) | Trophée des champions | Trophée des champions | Sélection | Sélection | Sélection | Total | Total |
| Saison                | Club                  | Division              | M.          | B.          | M.                    | B.                    | Comp.                          | M.                             | B.                             | M.                    | B.                    | Équipe    | M.        | B.        | M.    | B.    |
| 1956-1957             | Girondins de Bordeaux | Division 2            | 4           | 0           | 1                     | 0                     | -                              | -                              | -                              | -                     | -                     | -         | -         | -         | 5     | 0     |
| 1957-1958             | Girondins de Bordeaux | Division 2            | 22          | 2           | 4                     | 0                     | -                              | -                              | -                              | -                     | -                     | -         | -         | -         | 26    | 2     |
| 1958-1959             | Girondins de Bordeaux | Division 2            | 34          | 5           | 5                     | 0                     | -                              | -                              | -                              | -                     | -                     | -         | -         | -         | 39    | 5     |
| 1959-1960             | Girondins de Bordeaux | Division 1            | 19          | 0           | 3                     | 0                     | -                              | -                              | -                              | -                     | -                     | -         | -         | -         | 22    | 0     |
| 1960-1961             | Girondins de Bordeaux | Division 2            | 25          | 1           | 7                     | 0                     | -                              | -                              | -                              | -                     | -                     | -         | -         | -         | 32    | 1     |
| 1961-1962             | Girondins de Bordeaux | Division 2            | 36          | 4           | 3                     | 0                     | -                              | -                              | -                              | -                     | -                     | -         | -         | -         | 39    | 4     |
| 1962-1963             | Girondins de Bordeaux | Division 1            | 38          | 3           | 3                     | 0                     | -                              | -                              | -                              | -                     | -                     | -         | -         | -         | 41    | 3     |
| 1963-1964             | Girondins de Bordeaux | Division 1            | 28          | 1           | 4                     | 2                     | -                              | -                              | -                              | -                     | -                     | -         | -         | -         | 32    | 3     |
| 1964-1965             | Girondins de Bordeaux | Division 1            | 33          | 1           | 4                     | 1                     | C3                             | 2                              | 0                              | -                     | -                     | -         | -         | -         | 39    | 2     |
| 1965-1966             | Girondins de Bordeaux | Division 1            | 38          | 5           | 1                     | 0                     | C3                             | 2                              | 0                              | -                     | -                     | France B  | 1         | 0         | 42    | 5     |
| 1966-1967             | Girondins de Bordeaux | Division 1            | 36          | 0           | 1                     | 1                     | C3                             | 4                              | 0                              | -                     | -                     | -         | -         | -         | 41    | 1     |
| 1967-1968             | Girondins de Bordeaux | Division 1            | 34          | 0           | 7                     | 0                     | C3                             | 4                              | 1                              | -                     | -                     | -         | -         | -         | 45    | 1     |
| 1968-1969             | Girondins de Bordeaux | Division 1            | 32          | 2           | 9                     | 0                     | C2                             | 2                              | 0                              | 1                     | 0                     | -         | -         | -         | 44    | 2     |
| 1969-1970             | GFC Ajaccio           | Division 2            | 25          | 2           | 1                     | 0                     | -                              | -                              | -                              | -                     | -                     | -         | -         | -         | 26    | 2     |
| 1970-1971             | GFC Ajaccio           | Division 2            | 29          | 5           | -                     | -                     | -                              | -                              | -                              | -                     | -                     | -         | -         | -         | 29    | 5     |
| 1971-1972             | GFC Ajaccio           | Division 2            | 15          | 2           | -                     | -                     | -                              | -                              | -                              | -                     | -                     | -         | -         | -         | 15    | 2     |
| 1972-1973             | GFC Ajaccio           | Division 3            | 30          | 4           | -                     | -                     | -                              | -                              | -                              | -                     | -                     | -         | -         | -         | 30    | 4     |
| 1973-1974             | GFC Ajaccio           | Division 3            | 17          | 1           | -                     | -                     | -                              | -                              | -                              | -                     | -                     | -         | -         | -         | 17    | 1     |
| 1974-1975             | GFC Ajaccio           | Division 3            | 12          | 1           | -                     | -                     | -                              | -                              | -                              | -                     | -                     | -         | -         | -         | 12    | 1     |
| Total sur la carrière | Total sur la carrière | Total sur la carrière | 507         | 39          | 53                    | 4                     | -                              | 14                             | 1                              | 1                     | 0                     | -         | 1         | 0         | 576   | 44    |